# Tortoreto
Tortoreto est une commune italienne d'environ 11 950 habitants située dans la province de Teramo, dans la région Abruzzes, en Italie méridionale.

## Sport
La ville a organisé deux arrivées du Giro, en 1995, avec la victoire de Filippo Casagrande lors de la 5e étape du Tour d'Italie 1995 devant Rolf Sørensen et Erik Breukink, et en 2020 (victoire de Peter Sagan). 

## Administration
| Période                                  | Période  | Identité           | Étiquette       | Qualité |
| ---------------------------------------- | -------- | ------------------ | --------------- | ------- |
| 15 juin 2004                             | En cours | Domenico Di Matteo | Centro-Sinistra |         |
| Les données manquantes sont à compléter. |          |                    |                 |         |

### Hameaux
Cavatassi, Terrabianca, Salino.

### Communes limitrophes
Alba Adriatica, Corropoli, Giulianova, Mosciano Sant'Angelo, Sant'Omero.